# Ken Green (futbolista)
Kenneth «Ken» Green (Londres, Inglaterra, 27 de abril de 1924 - Sutton Coldfield, Inglaterra, junio de 2001) fue un futbolista británico nacido en West Ham que se desempeñaba en la posición de central. 

## Biografía
Tras formarse en las categorías inferiores del Millwall, jugó en el Birmingham City en el período comprendido entre 1943 y 1959 y disputó un total de 443 partidos con este equipo, en los que anotó un total de tres goles. Asimismo, participó en la final de la FA Cup de 1956, en la que el Birmingham cayó derrotado por tres tantos a uno frente al Manchester City. Fue seleccionado en dos ocasiones para formar parte del segundo equipo de la selección inglesa en el año 1954 y también fue nombrado en la lista de jugadores que viajaron a Suiza con el fin de representar a la selección absoluta en la Copa Mundial de Fútbol celebrada ese mismo año. Sin embargo, nunca debutó con este combinado.
Green falleció en Sutton Coldfield, Midlands del Oeste, en junio de 2001, a los 77 años de edad.

### Trayectoria
| Club                  | País       | Temporadas | Partidos | Goles |
| --------------------- | ---------- | ---------- | -------- | ----- |
| Birmingham City F. C. | Inglaterra | 1943-1959  | 401      | 3     |

## Palmarés

### Como jugador
Birmingham City F. C.
- Subcampeón de la Second Division: 1947-48 y 1954-55.
- Subcampeón de la FA Cup 1955-56.

### Citas
1. 1 2  Steve Johnson (9 de junio de 2001). «Obituary: Ken Green - A true Blue Birmingham City favourite dies aged 77» (en inglés). Birmingham: Evening Mail. Consultado el 23 de diciembre de 2014.
2. 1 2  Matthews, 1995, p. 91.
3. ↑  Matthews, 1995, p. 191.
4. ↑  Carrie Courtney (21 de marzo de 2004). «England - International Results B-Team - Details» (en inglés). RSSSF. Archivado desde el original el 28 de marzo de 2015. Consultado el 22 de diciembre de 2014.
5. ↑  «England in Switzerland 1954» (en inglés). England football online. Archivado desde el original el 15 de enero de 2012. Consultado el 23 de diciembre de 2014.